# A testőr (film, 2006)
A testőr (The Sentinel) egy 2006-os bűnügyi thriller Michael Douglas, Kiefer Sutherland, Eva Longoria és Kim Basinger főszereplésével. A S.W.A.T. – Különleges kommandó rendezőjének filmje Gerald Petrievich, a titkosszolgálat exügynökének azonos című könyve alapján készült. 
Amerikai bemutatója 2006. április 21-én volt, Magyarországon augusztus 17-én került a mozikba.

## Cselekmény
|  | Alább a cselekmény részletei következnek! |

Pete Garrison egyike az Egyesült Államok First Ladyjét, Sarah Ballentine-t védő személyes testőröknek, mindemellett az ügynökök között is az egyik legidősebb és legmegbecsültebb. Ügynöktársát, Charlie Merriweathert megölik, ami mélyen érinti, mivel jó barátok voltak. Garrison fülest kap egy bizalmas informátorától, hogy Merriweather halálának köze van egy, az elnök ellen tervezett merénylethez, így jelentést tesz feletteseinek. Az informátor értesülései szerint tégla van a testületben, aki az elnök titkosított adataihoz hozzáférve segíti a bérgyilkosokat. Az Egyesült Államok Titkosszolgálatának Védelmi Osztályának vezetője, David Breckinridge és újonc partnere, Jill Marin kapja meg az ügyet. Az elnöki testőrség minden tagját poligráf-vizsgálat alá vetik. Ezalatt a tégla tudomására jut Garrison és az informátor találkozása, illetve az ügynök szenvedélyes viszonya a First Ladyvel, így megpróbálja gyanúba keverni azzal, hogy egy kávézóba irányítja, ami bűnüldözési berkekben köztudottan kolumbiai bandák drogüzleteinek színtere. Ebből kifolyólag, és mert megbukott a hazugságvizsgálaton, Garrison az első számú gyanúsított lesz az információk kiszivárogtatásának ügyében.
Ráadásul, közte és Breckinridge között személyes ellentét feszül, mivel Garrison Breckinridge mentora volt, és Breckinridge úgy hiszi, barátjának viszonya volt feleségével, ami házasságuk végéhez vezetett. Mikor házába jönnek el érte társai, Garrisonnak sikerül megszöknie és saját nyomozásba kezd, hogy kiderítse, ki áll a merényletterv mögött. Titokban kapcsolatba lép a First Ladyvel, hogy biztosítsa róla, semmi köze a férje ellen készülő összeesküvéshez, egyúttal megkéri, hogy szerezze meg neki az ügynökök aznapi jelszavát.
Lenyomozza és megkeresi az informátort, akitől a tippet kapta, ám őt holtan találja. Mivel a titkosszolgálat sem tétlen, Garrisont személyesen Breckinridge üldözi, aki hátba lövi, de nem képes megölni őt, noha az ügynököknek azt az utasítást adta, ne habozzanak, ha szükség van rá.
Garrison felkeresi Merriweather özvegyét, hogy megvizsgálhassa a férje számítógépét. A nő elmondja neki, hogy egy autó órák óta a ház előtt áll. Garrison követi a kocsit, így eljut az egyik bérgyilkos bérelt lakásához, ahol tűzharc során megöli az ellenfelét. A hűtőszekrényben egy rejtett rekeszben útleveleket, fegyvereket és nagy mennyiségű készpénzt talál. Kideríti, hogy a merénylők Torontóba tartanak, hogy a G8 találkozón támadják meg az elnököt. Értesíti Marint felfedezéséről, ám mire Breckinridge a helyszínre ér, a terhelő bizonyítékoknak nyoma vész.
A First Lady felfedi a Garrisonnal való viszonyát Breckinridge előtt, ami számára sok mindenre magyarázatot ad. A férfi Torontóba indul egykori kiképzője után, s elmondja neki, hogy hisz az ártatlanságában. Garrison a megölt férfi ujjlenyomatát a kanadai rendőrség segítségével lenyomozza, akiről kiderül, hogy ex-KGB ügynök. Együtt jönnek rá a tégla kilétére, aki nem más, mint a poligráf alól kibúvó William Montrose ügynök, akit családja életével zsarolnak a merénylők. Balszerencséjükre most is Montrose van szolgálatban a G8-on biztonsági felelősként. Breckinridge és Garrison a találkozóra siet, hogy biztonságba helyezzék az elnököt, ám érkezésükkor Montrose elvezeti az emelvényről az USA első emberét, egyenesen az előre kitervelt csapdába. Garrison, Breckinridge és Marin sikeresen megfékezi a merénylőket; a sérülést szenvedő Garrison a bűnözők vezetőjének szorításából menti meg a First Ladyt, ám nem sokkal később kénytelen nyugdíjba vonulni.
|  | Itt a vége a cselekmény részletezésének! |

## Szereplők
| Szereplő             | Színész           | Magyar hang          |
| -------------------- | ----------------- | -------------------- |
| Pete Garrison        | Michael Douglas   | Dörner György        |
| Dave Breckinridge    | Kiefer Sutherland | Szabó Sipos Barnabás |
| Jill Marin           | Eva Longoria      | Pápai Erika          |
| William Montrose     | Martin Donovan    | Kautzky Armand       |
| Sarah Ballentine     | Kim Basinger      | Kovács Nóra          |
| A megbízó            | Ritchie Koster    | Háda János           |
| Ballentine elnök     | David Rasche      | Tomanek Gábor        |
| Charlie Merriweather | Clark Johnson     | (néma szerep)        |

## Bevételek
Hazájában A testőr harmadik helyen kezdett premierje alkalmával, 14,4 millió dollárral, s futását 36,3 millión zárta. Ez az összeg nem kiemelkedő sem Michael Douglas, sem Kiefer Sutherland karrierjében.
Budapesten a film első helyen kezdett az augusztus 17-ei hétvégén, s a hónap végéig országszerte 27 620 néző látta. Szeptember végére túl volt a hatvanezredik látogatón, összesen pedig 67 ezer néző látta.
Észak-Amerikai (USA+Kanada) box office
| Hétvége | Bevétel     | Helyezés | Változás | Összbevétel |
| ------- | ----------- | -------- | -------- | ----------- |
| 1       | $14 367 854 | 3        | -        | $14 367 854 |
| 2       | $7 787 208  | 6        | -45,8%   | $25 728 548 |
| 3       | $3 086 304  | 11       | -60,4%   | $30 936 133 |
| 4       | $1 534 138  | 15       | -50,3%   | $33 576 022 |
| 5       | $380 952    | 21       | -75,2%   | $34 479 010 |
| 6       | $563 256    | 14       | +47,9%   | $35 177 442 |
| 7       | $278 200    | 20       | -50,6%   | $35 640 124 |
| 8       | $152 031    | 29       | -45,4%   | $35 894 134 |
| 9       | $80 286     | 34       | -47,2%   | $36 045 669 |
| 10      | $62 993     | 36       | -21,5%   | $36 149 817 |
| 11      | $30 811     | 49       | -51,5%   | $36 213 819 |
| 12      | $17 752     | 55       | -42,4%   | $36 251 249 |
| 13      | $7859       | 76       | -55,7%   | $36 270 783 |
| 14      | $3809       | 92       | -51,5%   | $36 279 230 |

Összesített bevételek
| Terület       | Bevétel     | Eloszlás |
| ------------- | ----------- | -------- |
| Észak-Amerika | $36 280 697 | 46,6%    |
| Többi ország  | $41 639 649 | 53,4%    |
| Összesen      | $77 920 346 | 100,0%   |

Budapesti bevételek
| Hét | Bevétel       | Helyezés | Változás | Összbevétel   |
| --- | ------------- | -------- | -------- | ------------- |
| 1   | Ft 15 194 397 | 1        | -        | Ft 15 194 397 |
| 2   | Ft 8 550 841  | 5        | -43,7%   | Ft 23 745 238 |
| 3   | Ft 5 791 883  | 6        | -32,3%   | Ft 29 537 121 |
| 4   | Ft 2 724 758  | 9        | -53,0%   | Ft 32 261 879 |
| 5   | Ft 2 394 697  | 12       | -12,1%   | Ft 34 656 576 |
| 6   | Ft 1 444 730  | 14       | -39,7%   | Ft 36 101 306 |
| 7   | Ft 989 970    | 15       | -31,5%   | Ft 37 091 276 |